# USS Flaherty (DE-135)
USS Flaherty (DE-135) là một tàu hộ tống khu trục lớp Edsall từng phục vụ cùng Hải quân Hoa Kỳ trong Chiến tranh Thế giới thứ hai. Nó là chiếc tàu chiến duy nhất của Hải quân Hoa Kỳ được đặt cái tên này, theo tên Thiếu úy Hải quân Francis Charles Flaherty (1919-1941), người phục vụ cùng thiết giáp hạm Oklahoma (BB-37), đã tử trận trong vụ tấn công Trân Châu Cảng ngày 7 tháng 12, 1941 và được truy tặng Huân chương Danh dự. Nó đã phục vụ cho đến khi chiến tranh kết thúc, xuất biên chế năm 1946, rồi bị tháo dỡ vào năm 1966. Flaherty được tặng thưởng bốn Ngôi sao Chiến trận cùng chia sẻ danh hiệu Đơn vị Tuyên dương Tổng thống do thành tích phục vụ trong Thế Chiến II.

## Thiết kế và chế tạo
Lớp Edsall có thiết kế hầu như tương tự với lớp Cannon dẫn trước; khác biệt chủ yếu là ở hệ thống động lực Kiểu FMR do được trang bị động cơ diesel Fairbanks-Morse dẫn động qua hộp số giảm tốc đến trục chân vịt. Đây là cấu hình động cơ được áp dụng rộng rãi trên tàu ngầm, được chứng tỏ là có độ tin cậy cao hơn so với lớp Cannon.
Vũ khí trang bị bao gồm ba pháo 3 in (76 mm)/50 cal trên tháp pháo nòng đơn có thể đối hạm hoặc phòng không, một khẩu đội pháo phòng không Bofors 40 mm nòng đôi và tám pháo phòng không Oerlikon 20 mm. Vũ khí chống ngầm bao gồm một dàn súng cối chống tàu ngầm Hedgehog Mk. 10 (có 24 nòng và mang theo 144 quả đạn); hai đường ray Mk. 9 và tám máy phóng K3 Mk. 6 để thả mìn sâu. Con tàu vẫn giữ lại ba ống phóng ngư lôi Mark 15 21 inch (533 mm), và được trang bị radar SC dò tìm không trung và mặt biển. Thủy thủ đoàn đầy đủ bao gồm 186 sĩ quan và thủy thủ.
Flaherty được đặt lườn tại xưởng tàu của hãng Consolidated Steel Corporation ở Orange, Texas vào ngày 7 tháng 11, 1942. Nó được hạ thủy vào ngày 17 tháng 1, 1943, được đỡ đầu bởi bà J. J. Flaherty, chị dâu của Thiếu úy Flaherty. và nhập biên chế cùng Hải quân Hoa Kỳ vào ngày 26 tháng 6, 1943 dưới quyền chỉ huy của Hạm trưởng, Thiếu tá Hải quân Maxim William Firth.

## Lịch sử hoạt động
Sau khi hoàn tất việc trang bị và chạy thử máy huấn luyện tại khu vực Bermuda, trong giai đoạn từ ngày 4 tháng 9, 1943 đến ngày 15 tháng 2, 1944, Flaherty thực hiện ba chuyến hộ tống vận tải khứ hồi từ vùng bờ Đông sang Casablanca, Maroc thuộc Pháp. Tại Norfolk, Virginia vào ngày 7 tháng 3, nó gia nhập Đội đặc nhiệm 21.12, được hình thành chung quanh tàu sân bay hộ tống Guadalcanal (CVE-60) cùng bốn tàu hộ tống khu trục, để tuần tra tìm-diệt tàu ngầm dọc theo các tuyến đường hàng hải giữa Hoa Kỳ và Châu Âu. Trong chuyến quay trở về, tại vị trí về phía Tây Bắc ngoài khơi quần đảo Madeira, Bồ Đào Nha vào ngày 9 tháng 4, nó đã tham gia vào việc đánh chìm tàu ngầm U-boat Đức U-515 tại tọa độ 34°35′B 19°18′T / 34,583°B 19,3°T. Trong số thủy thủ đoàn chiếc U-boat, 16 người đã tử trận, và 44 người khác bao gồm hạm trưởng đã bị bắt làm tù binh.
Quay trở về New York vào ngày 27 tháng 4, Flaherty gia nhập trở lại đội đặc nhiệm của Guadalcanal tại Norfolk vào ngày 10 tháng 5, rồi năm ngày sau đó đã lên đường cho chuyến tuần tra tìm-diệt tàu ngầm tiếp theo. Vào ngày 4 tháng 6, nó tham gia vào việc chiếm giữ chiếc U-505 tại vị trí khoảng 100 dặm ngoài khơi quần đảo Cape Verde, chiếm giữ được hai máy mật mã Enigma, bảng mật mã cùng nhiều bí mật quân sự khác. Nó quay trở về New York sau chuyến tuần tra vào ngày 22 tháng 6. Chiến công này được ghi nhận bởi danh hiệu Đơn vị Tuyên dương Tổng thống cho tập thể đội đặc nhiệm tàu sân bay hộ tống.
Trong giai đoạn từ ngày 15 tháng 7 đến ngày 7 tháng 11, Flaherty thực hiện thêm hai chuyến tuần tra tìm-diệt tàu ngầm cùng đội đặc nhiệm của Guadalcanal. Sau đó nó chuyển sang vai trò tàu thực hành cho Trung tâm Huấn luyện Hải quân tại Miami, Florida, và huấn luyện phối hợp cùng cáctàu sân bay tại vùng biển Caribe. Khởi hành từ Mayport, Florida vào ngày 9 tháng 4, 1945, nó đi đến Argentia, Newfoundland, căn cứ hoạt động của tuyến ngăn chặn sự xâm nhập tàu U-boat vào những tháng cuối cùng của trận chiến tại Châu Âu.
Vào ngày 24 tháng 4, trong lúc theo dõi một mục tiêu nghi ngờ là tàu ngầm U-boat đối phương ở vị trí về phía Tây Bắc quần đảo Azores, tàu hộ tống khu trục chị em Frederick C. Davis (DE-136) bị trúng ngư lôi, và Flaherty đã đi đến để trợ giúp. Sau khi cứu vớt ba người trên mặt biển, nó dò được tín hiệu sonar của tàu đối phương và đi đến để tấn công. Mười tàu hộ tống khác đã đi đến trợ giúp vào cuộc săn đuổi kéo dài trong mười giờ, mà cuối cùng đã buộc chiếc U-546 phải nổi lên mặt nước. Chiếc tàu U-boat bị đánh chìm bởi hỏa lực hải pháo tại tọa độ 43°53′B 40°07′T / 43,883°B 40,117°T; 26 thành viên thủy thủ đoàn chiếc U-boat đã tử trận, và 33 người khác sống sót bị bắt làm tù binh. Bản thân Flaherty đã vớt được năm người, bao gồm hạm trưởng chiếc U-546, rồi quay trở về New York vào ngày 11 tháng 5.
Flaherty lại lên đường hai tuần sau đó hộ tống một đoàn tàu vận tải đi sang Le Havre, Pháp và Southampton, Anh. Con tàu sau đó chuyển sang nhiệm vụ canh phòng máy bay cho tàu sân bay ngoài khơi Norfolk và Charleston, South Carolina, cho đến khi nó đi đến Green Cove Springs, Florida vào ngày 12 tháng 1, 1946.
Flaherty được cho xuất biên chế tại đây vào ngày 17 tháng 6, 1946, và được đưa về Hạm đội Dự bị Đại Tây Dương. Tên nó được cho rút khỏi danh sách Đăng bạ Hải quân vào ngày 1 tháng 4, 1965, và con tàu bị bán để tháo dỡ vào ngày 4 tháng 11, 1966.

## Phần thưởng
Flaherty được tặng thưởng danh hiệu Đơn vị Tuyên dương Tổng thống cùng bốn Ngôi sao Chiến trận do thành tích phục vụ trong Thế Chiến II.
|  |                                                       |  |
|  | Bronze star · Bronze star · Bronze star · Bronze star |  |

| Dãi băng Hoạt động Tác chiến (truy tặng) | Dãi băng Hoạt động Tác chiến (truy tặng)                                     | Đơn vị Tuyên Dương Tổng thống                                                | Đơn vị Tuyên Dương Tổng thống        |
| Huân chương Chiến dịch Hoa Kỳ            | Huân chương Chiến dịch Châu Âu-Châu Phi-Trung Đông với 4 Ngôi sao Chiến trận | Huân chương Chiến dịch Châu Âu-Châu Phi-Trung Đông với 4 Ngôi sao Chiến trận | Huân chương Chiến thắng Thế Chiến II |